# 엔터 더 보이드
《엔터 더 보이드》(Enter the Void)는 2009년 개봉한 프랑스의 실험, 드라마 영화이다. 가스파 노에가 감독과 공동각본을 맡았다.

## 출연

### 주연
- 나다니엘 브라운
- 파즈 드 라 휴에타

### 조연
- 시릴 로이
- 올리 알렉산더
- 탄노 마사토
- 에밀리 엘린 린드
- 제시 쿤
- 사라 스톡브리지
- 스튜어트 밀러
- 마츠모토 사유키
- 페데리코 알레타
- 에드워드 L. 파파지안

## 기타
- 공동제작: 필립 보버
- 공동제작: 니콜라스 레슬레크
- 미술: 장-앙드레 카리에르
- 의상: 니콜레타 매손
- 배역: 데스 해밀턴
- 배역: 헬렌 루세
- 배역: 캐스린 테일러

## 같이 보기
- 프랑스 영화
- 임사 체험